# 中華電信
中華電信股份有限公司（ちゅうかでんしんこぶんゆうげんこうし）、略称中華電信は、中華民国（台湾）最大の電気通信事業者。2014年末における固定電話のシェアは94.3%。台湾証券取引所にも上場している（TWSE: 2412）。

## 沿革
1980年代まで中華民国の電信事業は国営であり、中華民国交通部電信総局（通称電信局）により管理されていた。当時中華民国は戒厳状態で、『戒嚴時期電信法』、『動員時期電信器材管制弁法』、『動員時期電信監察実施弁法』などの特別法に拠り国防部及び警備総部による通信事業への介入が行われていたが、1990年代になると電信の自由化と民営化を求める声が高まった。
1996年、中華民国政府は電信三法と称される『電信法』、『交通部電信総局組織条例』、『中華電信股份有限公司条例』を制定、電信の監督業務と営業業務を分離し、監督業務は電信総局により、営業業務は7月1日から「電信局」を会社化、交通部所属の国営企業として設立された同社によって行なわれることになった。同年12月の国家発展会議の中で民営化の方針が打ち出され、1997年に民営化への以降として株の一般公開が着手され、2005年8月には株の政府保有率が50％以下となった。このようにして民営化が行われた中華電信であるが、政府が最大株主であり、現在でも役員の一部が交通部より派遣されている。
2000年10月 - 台湾証券取引所に株式を上場、市場情報：台湾加權 2412；NYSE CHT。